# 大贝居安会院 (鲁汶)
鲁汶大贝居安会院（荷蘭語：Groot Begijnhof van Leuven）位于比利时鲁汶中南部，由近100栋建筑组成的贝居安会院和相关历史街区组成，是低地国家现存规模最大的贝居安会院建筑群之一。鲁汶大贝居安会院是世界遗产“佛兰德的贝居安会院”的一部分，今为荷兰语天主教鲁汶大学所有，部分建筑用作学生及访问学者宿舍。

## 历史沿革
鲁汶大贝居安会院始建于13世纪初，与其相关的可考书面资料最早可追溯至1232年，而其实际的建立时间应早于这一年份；根据尤斯图斯·利普修斯等学者的考证，鲁汶大贝居安会院可能始建于1205年。与低地地区其它的贝居安会院相同，它主要兴盛于13世纪，并在始于16世纪宗教纷争中开始出现衰落。教宗哈德良六世（本名阿德里安·布延斯）早年曾在这里担任教牧工作。
自16世纪末起，大贝居安会院重新开始兴盛起来；在1650-1670年间，生活于此处的贝居安会妇女达到约360人。法国大革命期间，南部低地被法国革命政权占领，修道院多被取缔，其建筑多被出售，但贝居安会院大多得到了保留。贝居安会妇女仍获许在此地居住，然而贝居安会财产仍收归公立福利救济机构所有，部分建筑改为供老人或无家可归者居住。
大贝居安会院的最后一位神甫于1977年逝世；生活于此地的最后一位贝居安会妇女于1988年逝世。
“大贝居安会院”这一名称是为了与鲁汶北部的另一处贝居安会院——鲁汶小贝居安会院作区别。小贝居安会院规模较小，建立晚于大贝居安会院（但二者彼此并无关联），现存建筑今多为私人住宅。

## 重建与修复
1960年前后，鲁汶大贝居安会院作为救济场所供贫穷人口居住已近150年，环境破败，亟需整修。1962年，这一街区由比利时公共社会福利中心（OCMW）出售给荷兰语天主教鲁汶大学，大学将其改辟为访问学者及学生宿舍，在改建过程中保留、恢复了原有的历史风貌；整个街区的改建工程最终于80年代完工。1998年，大贝居安会院作为“佛兰德的贝居安会院”的一部分被列入世界遗产名录。

## 建筑与规划

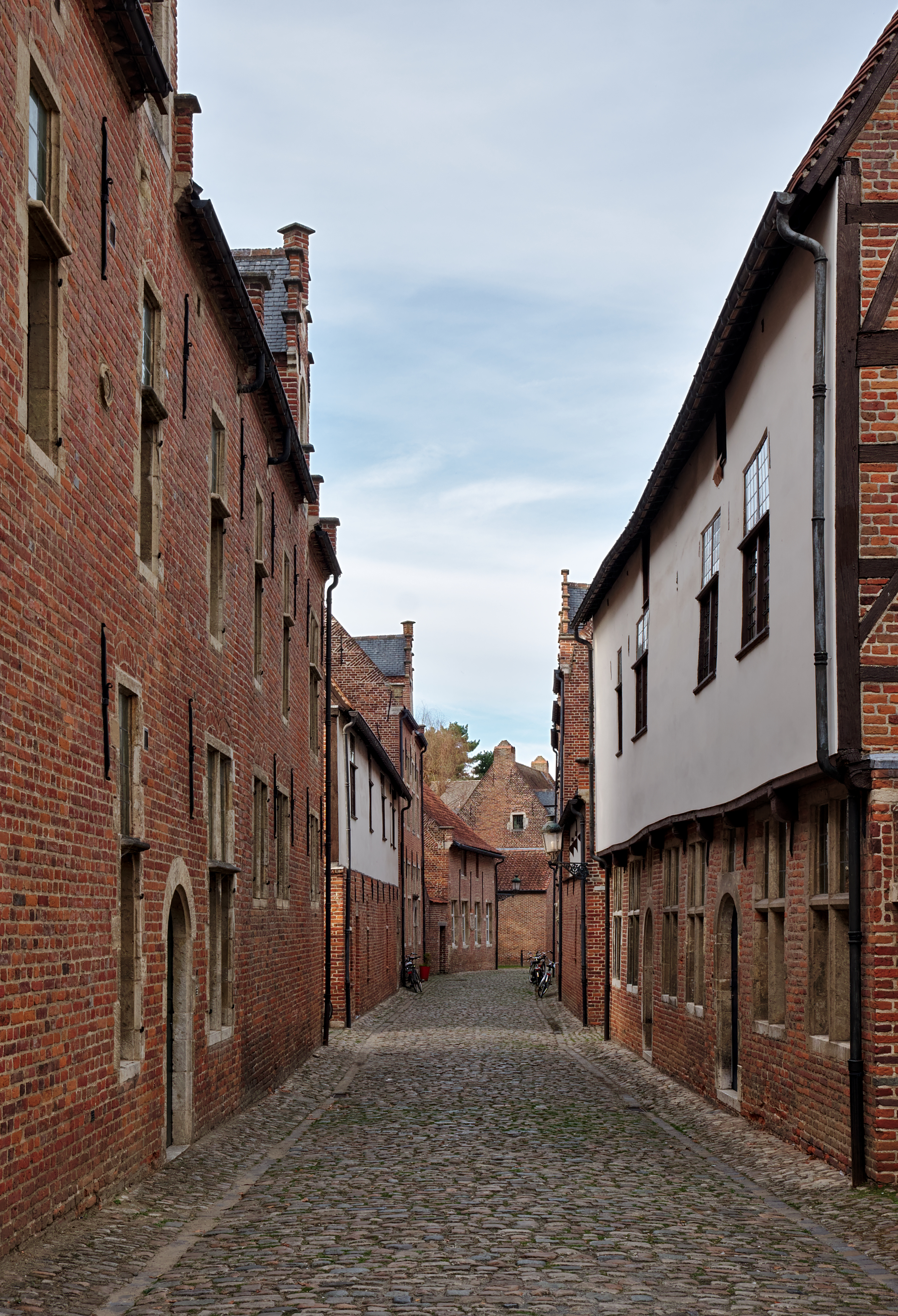
大贝居安会院一角

大贝居安会院整体如同一个小规模的城镇，整个街区跨越代勒河两岸，建筑沿着狭窄的小巷以及小规模的广场空地规划建设，与拥有宽阔场地和庭院的阿姆斯特丹贝居安会院、布鲁日贝居安会院风格相异。现存有5栋建筑始建于16世纪，部分为半木结构。其它大部分建筑建于1630-1670年，风格同质化，遵照当地传统建筑式样，具备一些朴素的巴洛克式风格元素。建筑立面均由红砖砌成，门窗框架使用砂岩。阶梯型山墙、老虎窗等也是建筑群中的常见元素。一层的窗户数量尤其少，而且大多极小，这归因于贝居安会妇女对个人生活隐私的重视。除住房外，建筑群中也包括医务所、救济院、修道院等。最西侧名为“西班牙区”，是整个建筑群中较新且较开阔的一部分。
大贝居安会院中的教堂以圣洗者若翰命名，始建于1305年，风格为早期哥特式，带有部分罗曼式建筑风格。与多数其它隐修会或平信徒会众所用的教堂一样，教堂没有独立塔楼，仅在屋脊上设有一个小塔。堂内装饰为简朴的巴洛克式风格，且较为突出地表现了女性宗教主题。80年代教堂修复时发现了创作于14世纪的旧壁画。